# Xaver Hutter
Xaver Hutter (* 12. März 1976 in Wien) ist ein österreichischer Schauspieler.

## Leben
Xaver Hutter ist der Sohn der Kostümbildnerin Birgit Hutter und des Malers und Grafikers Wolfgang Hutter. Bevor er Schauspieler wurde, studierte er in seiner Heimatstadt Architektur. 1996 wurde er von Regisseur Stefan Ruzowitzky für die Hauptrolle in dem Film Tempo ausgewählt. Für seine Darstellung in Michael Bindlechners In Heaven gewann er auf dem Filmfestival Max Ophüls Preis 1999 den Darstellerpreis.
Bekanntheit in Deutschland erreichte er 2000 mit dem Horrorfilm Flashback – Mörderische Ferien und der komödiantischen Krimiserie Bronski und Bernstein. 2006 spielte er die Rolle von Wolfgang Amadeus Mozart in der ARD-Produktion Mozart – Ich hätte München Ehre gemacht.
Neben seiner Arbeit für Film und Fernsehen ist er auch auf dem Theater tätig. Für seine Rolle in Amerika am Wiener Volkstheater gewann er 2004 den Nestroy-Theaterpreis und den Karl-Skraup-Preis als bester Nachwuchsschauspieler.

## Filmografie (Auswahl)
- 1996: Tempo
- 1997: Der Neffe
- 1998: Die Neue – Eine Frau mit Kaliber (Fernsehserie, Folge Die schwarze Maria)
- 1999: In Heaven
- 1999: Jahrhundertrevue
- 2000: Tatort – Der Millenniumsmörder (Fernsehreihe)
- 2000: Vertrauen ist alles
- 2000: Flashback – Mörderische Ferien
- 2000, 2003: Kommissar Rex (Fernsehserie, verschiedene Rollen, 2 Folgen)
- 2001: Bronski und Bernstein (Fernsehserie, 11 Folgen)
- 2001: Blumen für Polt
- 2003: Alles Glück dieser Erde
- 2004–2017: SOKO Kitzbühel (Fernsehserie, verschiedene Rollen, 4 Folgen)
- 2005: Der Clown
- 2005: Snow White
- 2005: Alarm für Cobra 11 (Fernsehserie, Folge Fahrschule)
- 2006: Mozart – Ich hätte München Ehre gemacht
- 2008: Copacabana
- 2008: R. I. S. – Die Sprache der Toten (Fernsehserie, Folge Die Augen des Todes)
- 2008: Herz aus Schokolade
- 2008: Und ewig schweigen die Männer
- 2009: Entscheidung in den Wolken
- 2009: Tod aus der Tiefe
- 2009: Vulkan
- 2009: Schnell ermittelt (Fernsehserie, Folge Ivanka)
- 2009: Sisi
- 2009, 2014: SOKO Donau (Fernsehserie, verschiedene Rollen, 2 Folgen)
- 2010: Goethe!
- 2010: Die Bergretter (Fernsehserie, Folge Freundschaftsdienst)
- 2011: SOKO Köln (Fernsehserie, Folge Pokerfieber)
- 2011: Doctor’s Diary (Fernsehserie, Folge Mist! Wieder einen Frosch erwischt!)
- 2011: Mord in bester Gesellschaft (Fernsehserie, Folge Das Ende vom Lied)
- 2011: Der letzte Bulle (Fernsehserie, Folge Mord auf Seite 1)
- 2011: Inga Lindström – Svens Vermächtnis (Fernsehreihe)
- 2011: Nur der Berg kennt die Wahrheit
- 2012: Der Alte (Fernsehserie, Folge Lautloser Tod)
- 2012: Die kleine Lady
- 2014: Der letzte Kronzeuge – Flucht in die Alpen (Fernsehfilm)
- seit 2015: Der Bozen-Krimi Reihe
  - 2015: Wer ohne Spuren geht
  - 2016: Das fünfte Gebot
  - 2016: Herz-Jesu-Blut
  - 2017: Am Abgrund
- 2015–2019: Vorstadtweiber (Fernsehserie)
- 2016: Rosamunde Pilcher – Ein Doktor & drei Frauen (Fernsehreihe)
- 2016: Pokerface – Oma zockt sie alle ab
- 2022: Vienna Blood – Rendezvous mit dem Tod (Fernsehreihe)
- 2023: Blind ermittelt – Tod im Weinberg (Fernsehreihe)
- 2023: SOKO Donau/SOKO Wien – Nahaufnahme (Fernsehserie)
- 2024: Marie Brand und die lange Nase (Fernsehreihe)
- 2025: Mord in Wien – Der letzte Bissen (Fernsehreihe)

## Auszeichnungen
- 2006: TV-Festival Shanghai: Nominierung als bester Darsteller für Mozart – Ich hätte München Ehre gemacht
- 2004: Nestroy-Theaterpreis in der Kategorie Bester Nachwuchs für Amerika und Mozarts Vision
- 2003: Karl-Skraup-Preis in der Kategorie Bester Nachwuchs für Amerika
- 1999: Darstellerpreis beim Filmfestival Max Ophüls Preis Saarbrücken als Bester Nachwuchsdarsteller für In Heaven
- 1996: Mention Speciale Filmfestival Genf: Anerkennungspreis der Jury für Tempo[4]